# Ingrid Peters
Ingrid Peters, pseudonimo di Ingrid Probst (Dudweiler, 19 aprile 1954), è una cantante e conduttrice radiofonica tedesca.
Cantante dedita principalmente ai generi pop e Schlager e professionalmente in attività dalla metà degli anni settanta, nel corso della sua carriera ha pubblicato una ventina di album. Tra i suoi singoli di maggiore successo, figurano Komm doch mal rüber (1976), Du bist nicht frei (1979), Weißt du, wo du hingehst (1980), Viva la Mamma (1983), Afrika (1983), Über die Brücke gehn (1986), Komm und halt mich fest (1997), Er ist perfekt (2001), Du (2003), ecc.

## Biografia
Ingrid Probst, in seguito nota con il nome d'arte Ingrid Peters, nasce a Dudweiler, una frazione di Saarbrücken (Saarland) il 19 aprile 1954.
Nel 1973 inizia ad esibirsi in alcuni locali, sia come cantante solista accompagnata dal suono della chitarra che come membro di vari gruppi musicali.
Due anni dopo, mentre si sta esibendo con il suo gruppo, i New Power, in un locale nei pressi di Saarbrücken, viene scoperta da Eddy Bachinger, che le offre un contratto con la CBS.
Nell'ottobre dello stesso anno incide il suo primo disco, ovvero il singolo Hände weg von Harry Schmidt. L'anno seguente, pubblica il suo primo album, intitolato Komm doch mal rüber, dal quale viene estratto anche il singolo omonimo, che in Germania rimane in classifica per sette settimane.
Nel 1983 incide il singolo Afrika, che raggiunge il primo posto delle classifiche tedesche.
Tre anni dopo partecipa all'Eurovision Song Contest, dove interpreta il brano Über die Brücke geh'n, che si piazza all'ottavo posto.
Dopo aver sciolto il contratto che la legava alla casa discografica di Ralph Siegel decide di prendersi una pausa dalla scena musicale, dove ricomparirà soltanto nel 1997.
Nel 2007 viene insignita dell'Ordine al Merito artistico della Saarland.

## Discografia

### Album
- Komm doch mal rüber (1976)
- Schwarz und weiß (1984)
- Über die Brücke geh'n (1986)
- Ihre großen Erfolge (1995)
- Aufgewacht (1995)
- Meine schönsten Lieder (1995)
- Komm doch mal rüber (1998)
- Komm doch mal rüber (1998)
- Weihnachten daheim (1999)
- Musik ist Gefühl (2000)
- Gänsehaut (2002)
- Weisst du, wo du hingehst? (2003)
- Mit meinen Augen (2005)
- Meine Besten (2006)
- Nur die Hits (2009)
- 40 Jahre ZDF Hitparade (2009)
- Es trommelt (2009)
- Von Gospel bis Musical (2012)
- Lass es rocken (2012)

### Singoli (lista parziale)
- Hände weg von Harry Schmidt (1975)
- Komm doch mal rüber (1976)
- Geh an mir vorbei (1976)
- Nicht zu fassen (1979)
- Feigling (1979)
- Du bist nicht frei (1979)
- Weißt du, wo du hingehst (1980)
- Weinen kann jeder (1981)
- Einmal bleibst du hier (1982)
- Viva la Mamma (1983)
- Afrika (1983)
- Schwarz und weiß (1984)
- Noch eine Nacht (One More Night) (1985)
- Über die Brücke geh'n (1986)
- Komm und halt mich fest (1997)
- Er ist perfekt  (2001)
- Du (2003)

## Onorificenze
- 2007: Ordine al Merito artistico della Saarland.[2]